# Steve Susskind
Steve Susskind (Springfield, 3 ottobre 1942 – Sunland, 21 gennaio 2005) è stato un attore statunitense.
È stato sposato con Ann Patricia Walker, dalla quale ha avuto due figli, fino alla morte avvenuta nel 2005 a 62 anni in un incidente stradale.

## Filmografia parziale

### Attore

#### Cinema
- Week-end di terrore (Friday the 13th Part III), regia di Steve Miner (1982)
- Lo gnomo e il poliziotto (A Gnome Named Gnorm), regia di Stan Winston (1990)

#### Televisione
- Friends – serie TV, 1 episodio (2001)
- La vita secondo Jim (According to Jim) – serie TV, 1 episodio (2003)

### Doppiatore
- Monsters & Co. (Monsters, Inc.), regia di Pete Docter (2001)